# Leo Wouters (trompettist)
Leo Wouters (Leuven, 1967) is een Belgisch trompettist.

## Levensloop

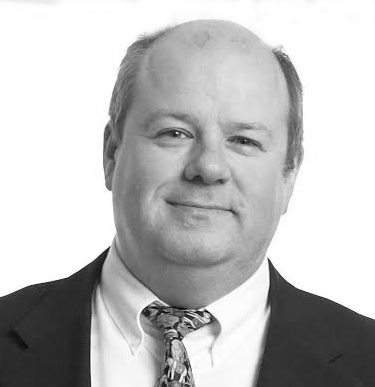
Leo Wouters, trompettist

Wouters kreeg zijn eerste inleiding tot de muziek van zijn grootvader Leonard Hermans. Hij zette deze studies voort aan de muziekhumaniora van het Leuvense Lemmensinstituut die hij afsloot met een eerste prijs voor notenleer.
Daarna besloot hij zich aan hetzelfde instituut toe te leggen op trompet en kamermuziek, studies die hij in beide disciplines als laureaat mocht afsluiten.
Hij vervolmaakte zich onder het toezicht van Léon Pétré verder in trompet en kamermuziek, en behaalde hiervoor zijn hogere diploma's met grote onderscheiding.
Hij werkte 5 jaar lang als eerste trompettist van de Beethovenacademie en verkaste daarna naar het Nationaal Orkest van België, waar hij de positie van lessenaaraanvoerder trompet en eerste trompet solo mocht invullen.
Als lid van verscheidene orkesten en ensembles speelde hij verschillende festivals en optredens in binnen- en buitenland.
Hij was docent trompet aan het Lemmensinstituut en een vaste coach bij het Leuvense orkest Frascati Symphonic.

## Samenwerkingen
- Orkest van de Munt
- Collegium Instrumentale Brugense
- Antwerp Symphony Orchestra
- Frascati Symphonic onder leiding van Kris Stroobants
- Belgian Brass ensemble
- Belgian Brass trio
- Gabriëli koper (kwintet en ensemble)